# The Great Depression (album)
The Great Depression – czwarty album amerykańskiego rapera DMX-a. Wydany 23 października 2001 roku. Promowany singlami Who We Be, We Right Here, I Miss You (utwór poświęcony zmarłej babci DMX-a; B-Side: Number 11). Wydany też w ocenzurowanej wersji.
The Great Depression zadebiutował na pierwszym miejscu listy Billboard 200, w pierwszym tygodniu od wydania sprzedany nakładem 439,000 egzemplarzy. 14 grudnia album uzyskał status platynowej płyty.
Ostatnia piosenka, A Minute For Your Son, zawiera trzy dodatkowe utwory: Next Out The Kennel (freestyle na podkładach: Ready To Meet Him, Bring Your Whole Crew, D-X-L i Make a Move, gośc. DJ Kayslay, Jinx, Loose Cannon, Big Stan i Kashmir), Problem Child (remiks utworu Billy'ego Raya, gośc. Mysonne i Drag-On) oraz Shit's Still Real (gośc. Mic Geronimo i Big Stan).
Utwór Ima Bang został zawarty na ścieżce dźwiękowej filmu W pół do śmierci.

## Lista utworów
| #  | Tytuł                   | Producenci      | Występujący | Długość |
| -- | ----------------------- | --------------- | --- | ------- |
| 1  | "Sometimes"             | DMX             | DMX | 1:08    |
| 2  | "School Street"         | Dame Grease     | DMX | 3:03    |
| 3  | "Who We Be"             | Black Key       | DMX | 4:49    |
| 4  | "Trina Moe"             | Dame Grease     | DMX | 4:02    |
| 5  | "We Right Here"         | Black Key       | DMX | 4:27    |
| 6  | "Bloodline Anthem"      | DMX & Kidd Bold | DMX | 4:25    |
| 7  | "Shorty Was Da Bomb"    | Dame Grease     | DMX | 5:12    |
| 8  | "Damien III"            | PK              | DMX | 3:21    |
| 9  | "When I'm Nothing"      | Dame Grease     | - Intro: DMX - Refren: Stephanie Mills & DMX - Wszystkie zwrotki: DMX - Outro: Stephanie Mills & DMX                                       | 4:33    |
| 10 | "I Miss You"            | Kidd Bold       | - Intro: DMX - Refren: Faith Evans & DMX - Wszystkie zwrotki: DMX - Outro: Faith Evans - Faith Evans można usłyszeć też w tle              | 4:40    |
| 11 | "Number 11"             | PK              | DMX | 4:25    |
| 12 | "Pull Up (Skit"         | DMX             | | 0:20    |
| 13 | "Ima Bang"              | Just Blaze      | DMX | 5:03    |
| 14 | "Pull Out (Skit)"       | DMX             | | 0:25    |
| 15 | "You Could Be Blind"    | Swizz Beatz     | - Refren: Mashonda & DMX - Wszystkie zwrotki: DMX                                                                                          | 4:34    |
| 16 | "The Prayer IV"         | DMX             | DMX | 1:43    |
| 17 | "A Minute For Your Son" | Swizz Beatz     | DMX | 4:50    |
| 18 | "Next Out The Kennel"*  | PK Dame Grease  | - Wszystkie przerywniki: DJ Kayslay - Pierwsza zwrotka: Jinx - Druga zwrotka: Loose - Trzecia zwrotka: Big Stan - Czwarta zwrotka: Kashmir | 3:48    |
| 19 | "Problem Child"*        |                 | - Wejściówka: Mysonne - Refren: Mysonne & DMX - Pierwsza zwrotka: Mysonne - Druga zwrotka: DMX - Trzecia zwrotka: Drag-On - Outro: Mysonne | 4:13    |
| 20 | "Shits Still Real"*     |                 | - Wejściówka: Mic Geronimo - Refren: Mic Geronimo - Pierwsza zwrotka: Mic Geronimo - Druga zwrotka: Big Stan - Trzecia zwrotka: DMX        | 3:57    |

' * ' - dodatkowy utwór

## Notowania
| Lista (2001)                      | Miejsce |
| --------------------------------- | ------- |
| Canadian Albums Chart             | 1       |
| Dutch Albums Chart                | 25      |
| French Albums Chart               | 69      |
| German Albums Chart               | 10      |
| New Zealand Albums Chart          | 38      |
| Swiss Albums Chart                | 60      |
| U.S. Billboard 200                | 1       |
| U.S. Billboard R&B/Hip-Hop Albums | 1       |

Plakat promujący album